# Monrad Mosberg
Monrad Mosberg, né le 11 février 1918 et mort le 26 février 2023, est un militaire norvégien.

## Biographie
Monrad Mosberg devient pêcheur à l'âge de 16 ans.
Il sert sur le HNoMS Svenner le 6 juin 1944 (débarquement de Normandie). Il en est le dernier vétéran.
Il meurt le 26 février 2023.

## Distinctions
- Chevalier de l'ordre de Dannebrog
- Commandeur de l'ordre de Léopold II
- Chevalier de la Légion d'honneur
- Commandeur de l'ordre du Lion de Finlande